# Germainvilliers
Germainvilliers és un municipi francès situat al departament de l'Alt Marne i a la regió del Gran Est. L'any 2007 tenia 99 habitants.

## Demografia

### Població
El 2007 la població de fet de Germainvilliers era de 99 persones. Hi havia 40 famílies de les quals 12 eren unipersonals (8 homes vivint sols i 4 dones vivint soles), 16 parelles sense fills i 12 parelles amb fills.
La població ha evolucionat segons el següent gràfic:
Habitants censats

### Habitatges
El 2007 hi havia 52 habitatges, 39 eren l'habitatge principal de la família, 6 eren segones residències i 7 estaven desocupats. Tots els 52 habitatges eren cases. Dels 39 habitatges principals, 38 estaven ocupats pels seus propietaris i 1 estava cedit a títol gratuït; 2 tenien dues cambres, 6 en tenien tres, 10 en tenien quatre i 21 en tenien cinc o més. 31 habitatges disposaven pel capbaix d'una plaça de pàrquing. A 20 habitatges hi havia un automòbil i a 14 n'hi havia dos o més.

### Piràmide de població
La piràmide de població per edats i sexe el 2009 era:
| Homes | Edats   | Dones |
| ----- | ------- | ----- |
| 0     | 95 o +  | 0     |
| 0     | 90 a 94 | 0     |
| 0     | 85 a 89 | 4     |
| 0     | 80 a 84 | 0     |
| 0     | 75 a 79 | 0     |
| 0     | 70 a 74 | 4     |
| 4     | 65 a 69 | 0     |
| 0     | 60 a 64 | 4     |
| 4     | 55 a 59 | 4     |
| 0     | 50 a 54 | 4     |
| 8     | 45 a 49 | 0     |
| 0     | 40 a 44 | 8     |
| 4     | 35 a 39 | 4     |
| 4     | 30 a 34 | 0     |
| 0     | 25 a 29 | 0     |
| 4     | 20 a 24 | 4     |
| 4     | 15 a 19 | 0     |
| 4     | 10 a 14 | 8     |
| 0     | 5 a 9   | 12    |
| 0     | 0 a 4   | 0     |

## Economia
El 2007 la població en edat de treballar era de 57 persones, 38 eren actives i 19 eren inactives. De les 38 persones actives 37 estaven ocupades (20 homes i 17 dones) i 1 aturada (1 dona i 1 dona). De les 19 persones inactives 8 estaven jubilades, 5 estaven estudiant i 6 estaven classificades com a «altres inactius».
Activitats econòmiques
L'únic establiment que hi havia el 2007 era d'una empresa de transport.
L'any 2000 a Germainvilliers hi havia 7 explotacions agrícoles que ocupaven un total de 679 hectàrees.

## Poblacions més properes
El següent diagrama mostra les poblacions més properes.